# Лифард
Лифард (Liphardus, Lifard, умер ок. 550 или 565 году) — игумен из Орлеана, святой. День памяти — 3 июня.

## Биография
Святой Лифард был известным адвокатом из Орлеана. Добросовестное отношение святого к своим обязанностям не мешало ему прогрессировать духовно. Он регулярно участвовал в богослужениях и усердно соблюдал церковные правила.
Когда святому было около 40 лет, он оставил свою профессию и был рукоположён в диакона. Он служил с таким благоговением, что будучи в алтаре был похож на ангела. Тем не менее, его любовь к покаянию и святой молитве возросла столь сильно, что он почувствовал призвание полностью удалиться от мира, чтобы начать отшельническую жизнь в месте, называемом Меун (Mehun) или Мён-сюр-Луар. Его ученик, святой Урбиций был вместе с ним. Вместе они построили скит из веток и камыша, в котором стали вести жизнь в покаянии: постились, не вкушая ничего кроме хлеба и воды, одевались во вретище, проводили ночное время во бдениях и постоянной молитве. По благочестию святого, епископ Орлеанский Марк, который затем проживал в Клери, рукоположил его в священники и благословил основать монастырь неподалёку от отшельнической хижины. Этот монастырь теперь известен как обитель Мен-сюр-Луар (до 541 г.). Сообщество росло в размерах и набирало силу, поскольку многие чудеса, явленные святым Лифардом, приводили к нему других.

## Прославление
После кончины святого Лифарда его тело был похоронено в Меуне, над могилой были воздвигнуты сначала часовня, потом коллегиальная церковь. Церковь в Орлеане и храмы в нескольких близлежащих сёлах носят его имя.
Святого Лифарда изображают усердно молящимся, с находящимся рядом с ним драконом. К нему обращаются с молитвами против змей.